# Lesbiana lipstick

Bandera del orgullo de las lesbianas lipstick (introducida en el blog This Lesbian Life en 2010).

Bandera del orgullo lésbico lipstick sin el beso (copia de las franjas de la bandera original, pero el diseñador de la revisión es desconocido).

Lesbiana lipstick, también llamada lesbiana del pintalabios, o lesbiana lápiz de labios, es argot para una lesbiana que exhibe una mayor cantidad de atributos femeninos en relación con otras expresiones de género, como usar maquillaje, ponerse vestidos o faldas y tener otras características asociadas con las mujeres femeninas. Aunque esta bandera se considera excluyente a mujeres trans, siendo transfóbico, en el uso popular, el término lesbiana lipstick también se usa para caracterizar la expresión de género femenino de mujeres bisexuales quienes están romántica o sexualmente interesadas en otras mujeres, o al tema más amplio de la actividad sexual de mujer con mujer entre mujeres femeninas.

## Definiciones y sociedad
El término lesbiana lipstick se usó en San Francisco al menos desde los años 80. En 1982, Priscilla Rhoades, periodista del periódico gay The Sentinel, escribió un artículo sobre "Lesbianas para el Lápiz Labial" (en inglés, Lesbians for Lipstick). En 1990, el periódico gay OutWeek escribió sobre la Lesbian Ladies Society, un grupo social de "lesbianas femeninas" con sede en Washington D. C. que exigía a las mujeres que usaran un vestido o una falda para sus funciones. Se cree que el término surgió en el uso generalizado a principios de la década de los 90. Un episodio de 1997 del programa televisivo Ellen divulgó ampliamente la frase. En el programa, el personaje de Ellen DeGeneres fue preguntada por sus padres si una cierta mujer es una "lesbiana dipstick" (realizándose un juego de palabras en inglés entre las dos palabras en cuestión), a lo cual ella explica que el término es "lesbiana lipstick" y comenta "yo sería una lesbiana chapstick" (en español, "lesbiana del humectante de labios", un término que se utiliza para describir a una lesbiana que no se asocia a los tópicos de butch y femme, sino que se centra más en la conformidad que el confinarse en estereotipos de masculinidad y feminidad.). Un término alternativo para lesbiana lipstick es una "bollera de pañita".
Algunos escritores han comentado que el término lesbiana lipstick es comúnmente usado de manera amplia para referirse a mujeres bisexuales femeninas o mujeres heterosexuales que muestran interés romántico o sexual temporal en otras mujeres para impresionar a los hombres; por ejemplo, Jodie Brian, en su obra del 2009 Encyclopedia of Gender and Society, Volume 1, formula que "una representación del lesbianismo lipstick incluye a mujeres convencionalmente atractivas y sexualmente insaciables las cuales se desean mutuamente pero únicamente en cierta medida ya que su deseo es un acto para los hombres espectadores o un precursor a actos sexuales con dichos hombres." En otra obra titulada Intersectionality, Sexuality and Psychological Therapies, el término se define como una "lesbiana o mujer bisexual que exhibe atributos femeninos como el maquillaje, el uso de vestidos y zapatos de tacón"; el libro añade que "Reiteraciones más recientes de formas femeninas del lesbianismo como las "femmes" (p.ej. viste vestidos, faldas o vaqueros ajustados, blusas de corte bajo, maquillaje, joyas...) o 'lesbiana lipstick'[...], son un intento de definirse como lesbiana y también femenina." El escritor M. Paz Galupo expresa, "las mujeres jóvenes expuestas a los medios de comunicación principales están viendo expresiones del deseo del mismo sexo entre mujeres mucho más frecuentemente que nunca antes. Sin embargo, las imágenes principales de dicho deseo son muy específicas, significando que a menudo son mujeres hiper-femeninas (lesbianas lipstick) las que se muestran."

## Otras lecturas
- Butler, Judith (1 de septiembre de 1999). Gender Trouble: el feminismo y la subversión de la identidad. (de tapa blanda edición). Nueva York: Routledge. ISBN 0-415-92499-5.